# Oeclidius tenellus
Oeclidius tenellus är en insektsart som först beskrevs av Fowler 1904.  Oeclidius tenellus ingår i släktet Oeclidius och familjen Kinnaridae. Inga underarter finns listade i Catalogue of Life.